# Cryptantha bridgesii
Cryptantha bridgesii là loài thực vật có hoa trong họ Mồ hôi. Loài này được (Phil.) Brand mô tả khoa học đầu tiên năm 1931.